# Elmira (Nowy Jork)
Elmira – miasto w Stanach Zjednoczonych, w stanie Nowy Jork, w hrabstwie Chemung.   Miasto ma około 30,9 tys. mieszkańców (2000), a jego obszar metropolitalny około 91 tys. mieszkańców (2000).

## Sport
- Elmira Jackals – klub hokejowy